# Nikdo se nedívá
Nikdo se nedívá (Nadie nos mira) je koprodukční hraný film z roku 2017, který režírovala Julia Solomonoff podle vlastního scénáře. Film popisuje osudy argentinského herce, který se neúspěšně snaží prosadit v New Yorku. Snímek měl světovou premiéru na Mezinárodním filmovém festivalu Tribeca 22. dubna 2017. V ČR byl uveden v roce 2018 na filmovém festivalu Febiofest.

## Děj
Nico je populární herec z argentinského seriálu Rebelové. Přesto se rozhodne z osobních důvodů odjet do New Yorku a prosadit se zde ve filmu. Nicméně se mu nedaří. Má příliš silný přízvuk a jako blondýn neodpovídá pro filmové producenty představě typického Latinoameričana. Živí se proto jako číšník a vypomáhá s hlídáním dětí. Přesto svým známým v Argentině tvrdí, že jeho kariéra je na vzestupu.

## Obsazení
| Guillermo Pfening    | Nico          |
| Rafael Ferro         | Martín        |
| Pascal Yen-Pfister   | Pascal        |
| Kerri Sohn           | Claire        |
| Katty Velasquez      | Lena          |
| Marco Antonio Caponi | Pablo         |
| Elena Roger          | Andrea        |
| Petra Costa          | Petra         |
| Cristina Morrison    | Kara Reynolds |
| Paola Baldion        | Viviana       |
| Josefina Scaro       | Nanny         |
| Katherine Vasquez    | Katy          |